# Олимпија Хајтс (Флорида)
Олимпија Хајтс (енгл. Olympia Heights) насељено је место без административног статуса у америчкој савезној држави Флорида.

## Демографија
По попису из 2010. године број становника је 13.488, што је 36 (0,3%) становника више него 2000. године.
| Група             | 2000.          | 2010.          |
| Белци             | 2.997 (22,3%)  | 1.781 (13,2%)  |
| Афроамериканци    | 112 (0,8%)     | 161 (1,2%)     |
| Азијати           | 122 (0,9%)     | 87 (0,6%)      |
| Хиспаноамериканци | 10.268 (76,3%) | 11.573 (85,8%) |
| Укупно            | 13.452         | 13.488         |